# Бесідівка
Бесі́дівка — село в Україні, у Мелітопольському районі Запорізької області. Входить до складу Нововасилівської селищної громади. Населення становить 93 осіб.

## Географія
Село Бесідівка розташоване в південній частині Запорізької області, знаходиться за 1 км на північ від села Ганно-Опанлинка.

## Історія
Село засноване в 1887 році.
З моменту заснування Бесідівської сільської ради село було його центром. 23 лютого 2012 рішенням Запорізької обласної раді центр Бесєдовської сільської ради був перенесений з Бесідівки в Ганно-Опанлинку. Назва сільської ради при цьому не змінилася.
До 2020 орган місцевого самоврядування — Бесідівська сільська рада.

## Населення
Населення Бесідівка за переписом 2001 року становило 93 людини.

## Відомі люди
- Букшований Микола Федорович — військовий і громадський діяч, журналіст, член редколегії газети «Наш голос» (Йозефів), хорунжий 4-ї сотні 4-го полку Сірої дивізії, старшина Української військової місії в Польщі.